# Філіп Отеле
Філіп Отеле (англ. Philip Otele, нар. 15 квітня 1999, Порт-Гаркорт) — нігерійський футболіст, нападник румунського клубу «ЧФР Клуж».

## Ігрова кар'єра
Народився 15 квітня 1999 року в місті Порт-Гаркорт.
У дорослому футболі дебютував 2019 року виступами за команду «Кауно Жальгіріс», у якій провів два сезони, взявши участь у 64 матчах чемпіонату.  Більшість часу, проведеного у складі «Кауно Жальгіріс», був основним гравцем атакувальної ланки команди.
Своєю грою за цю команду привернув увагу представників тренерського штабу клубу УТА (Арад), до складу якого приєднався 2022 року. Відіграв за арадську команду наступний сезон своєї ігрової кар'єри. Граючи у складі УТА також здебільшого виходив на поле в основному складі команди.
До складу клубу «ЧФР Клуж» приєднався 2023 року. Станом на 7 червня 2024 року відіграв за команду з Клужа 40 матчів в національному чемпіонаті.

## Титули і досягнення
- Чемпіон Швейцарії (1):

«Базель»:  2024-25
- Володар Кубка Швейцарії (1):

«Базель»: 2024-25